# 南新宮社
南新宮社（みなみしんぐうしゃ）は、愛知県名古屋市熱田区にある神社である。熱田神宮の境内摂社のひとつ。

## 祭神
祭神として素盞嗚尊（すさのおのみこと）を祀る。
近世以前は、素盞嗚尊と習合し疫神とされた牛頭天王（ごずてんのう）を祀る神社として知られていた。祇園神社（現八坂神社）の勧請といわれるが、俗称として「天王社」とも呼び慣わされていたこと、神事（後述）に神葭流し（みよしながし）との類似点がみられることからも、同じ尾張国の海部郡に座する津島神社（北緯35度10分41.65秒 東経136度43分7.13秒 / 北緯35.1782361度 東経136.7186472度）の勧請とする可能性が高い。なお、本地仏は薬師如来とされる。

## 歴史
創建年は1000年（長保2年）とも1023年（治安3年）とも伝わる。10世紀末から11世紀初頭にかけての一条天皇在位時、全国では疫病の深刻な蔓延がみられ、京では1001年6月3日（長保3年5月9日）に紫野（現京都府京都市北区付近）で御霊会が催されたといい。当社の創建もその動きに連動したものとみられる。ただし、平安・鎌倉時代の南新宮社の様子はほとんど伝わっておらず、1291年（正応4年）に社殿改造がなされたこと、1431年（永享3年）の『守部宿禰宗政譲状』に「南新宮」がみえることなどが断片的に知られるのみである。津田正生は私見として、南新宮社は少なくとも室町時代中ほどまでは存在せず、その社地には元来孫若御子神社が座していたのではないかとする。応仁の乱（1467年（応仁元年） - 1477年（文明9年））の戦火によって荒廃、後年に牛頭天王への信仰が篤かった織田氏によって同地に新興されたのが南新宮社であるという。
古くより現在に至るまで一貫して熱田社の摂神としてありながら、他方で疫神を祀り、熱田における庶民的な祇園信仰あるいは津島信仰の一翼を担い、熱田町家の氏神としての側面も持つ南新宮社は、尾張氏の祖廟であり皇室との関連も深い熱田社やその御子神社とは成り立ちも趣も異にしている。中世から400年あまり続いた大山車楽祭（天王祭）や現在の「熱田まつり」が、本来的には熱田社ではなく南新宮社の例祭を基礎にしたものであること、かつて熱田神宮の神域を含めて広い地域をいった「新宮坂町（しぐざかまち、しんぐうざかちょう）」が南新宮社を中心にした地名であることからも、熱田町民にとっては、日常生活においてははるかな雲居の存在であった熱田社ではなく、南新宮社こそより密着感のある神社であった。
しかしながら、「日本第三之鎮守」（伊勢神宮、石清水八幡宮に継ぐとする意）とされるほどの高い格式を帯びた熱田社の摂社のひとつにこのような「俗」めいた神社が付していたことは、一方ではやや胡乱な印象を伴うものであったようで、江戸時代前期、貞享年間（1684年 - 1687年）の熱田社殿大修復に際し、修復計画の吟味を行った寺社奉行酒井忠挙がとりわけ南新宮社の有りように不審を感じたとする記録がある。酒井の威圧的な諮問を前に大宮司千秋季明以下惣検校馬場仲種や祝司田島仲頼らがすっかり臆して要領を得た受け答えができず、酒井もいらだちを露わにしていたところ、所司大夫であった長岡為麿がこのことは熱田社における格別の「神秘」であると言ってのけ、ようやくその場をしのいだという。
このとき長岡が語ったという「神秘」の内容についてはつまびらかでないが、口伝によれば「神秘」とは、当社には元より神体が存在せず、空座とされる点にあるという。理由として、古来よりこの場所は日々立ち上る太陽を遙拝するところであって、神体もいわゆる天日（太陽）そのものであるからとする説もあれば、毎年6月5日の祭礼において、熱田社から天照大神（あまてらすおおみかみ）・素盞嗚尊の2座、八剣神社（別宮八剣宮）から五男三女神の8座を勧請するための「離宮」としての役割をもつ祭祠であったからとする説もある。社内のみで秘めやかに伝わるこうした伝承は、しかしながら、ここを牛頭天王の宮居として尊んでいた一般の認識とはかけ離れたものであった。寺社奉行の諮問に際して大宮司までが回答に窮し、「神秘」を持ち出してしか説明づけがなされなかったことは、当時の熱田社の事跡は諸説紛糾して定まらず、古伝との相違も甚だしいものがあり、社内においてさえ混乱を来していたことを示唆している。
そのためか、江戸時代の半ばごろより、由緒も定かでない神秘的なものや牛頭天王信仰のような神仏混淆甚だしいものを俗的として排斥しようとする動きが国学者や神道家たちによってみられるが、当社については国学者天野信景が、一般には牛頭天王として尊ばれるが神家はこれを素盞嗚尊と見なしているといい、まず一般人と神職者の認識の違いを指摘する。そして垂加神道の影響下にあった熱田社人大原美城らは、熱田社と当社を教学上において関連づけようと試み、当社の祭神が本宮に座す天照大神・素盞嗚尊の2神であることを陰陽五行説から説いている。蘇民将来伝承により疫神とみなされる素盞嗚尊について、たとえば八坂神社における櫛稲田姫命（くしいなだひめのみこと）の合祀は、妻であった姫命の存在によって尊の荒魂を和ませるという積極的な抑制としてみることができる。一方、南新宮社において、陰徳の性質（西・秋・金）を帯び金気殺伐とした性格を持つ素盞嗚尊とならび配されるのは、同腹ながら太陽になぞらえられ陽徳の性質を帯びた天照大神とされる。すなわち、陰に対応する陽の存在であり、抑制としてではなく、陽陰の循環とバランスをはかるための配置である。疫病の流行は陰気から生ずるものであるが、そもそもその原因は陰気自身になく、陰陽の運行が不順に陥ることにこそあるという。実際に疫病が流行るか流行らないかは2神の神意にゆだねながらも、陰陽という自然の調和がなされることをこそまずは尊ぶべきである、とするのが大原らの主張となっている。
しかしながら、明治初年の太政官達（神仏分離）により牛頭天王信仰が否定されたことを受け、熱田神宮宮司角田忠行は、当社の由緒を熱田社からの勧請、すなわち本宮相殿に第2神としてある素盞嗚尊の勧請であるとした。これが以後の熱田神宮の公式見解となり、民間からの発露という創建の経緯も、大原らによってなされた主張も否定されることになる。

## 社構
南新宮社という社名のうち、「南」は熱田社本宮からみた方角を指すとも、北方にあってやはり素盞嗚尊を祀った二名（ふたな）新宮社あるいは新宮社に対応した冠称であるともいわれる。熱田神宮本宮は1893年（明治26年）に旧来の位置から北西へ100メートルほど移動しており、移動前の本宮（土用殿および相殿）からみた南新宮社はより真南に近い方角にあった。
南新宮社のほうは創建より一貫して現在地にあったとみられ、現在の熱田神宮境内の中では南東付近に位置し、南門駐車場からは南鳥居の東より延びる旧参道を北上した右手に西面して立地する。社地面積は275坪（約909平方メートル）、北隣には熱田神宮境内末社である八子社（やこのやしろ）と曽志茂利社（そしもりのやしろ）の小祠をそれぞれ配する。もともと南新宮社は長らく「境外」（門外）摂社であり、土塀と水堀に囲まれた熱田社神域にではなく、その南に広く区画された門前町の一角に位置していた。南新宮社の南辺から東に延びる坂一帯から発展した新宮坂町の名の由来ともなっている。現在、熱田神宮の境内にあるのは、当社が移動したからではなく、明治時代初頭の本宮エリア・八剣宮エリアの統合ならびに1920年代の神域拡張整理事業により、境内のほうが広がったためである。
『熱田大神宮社殿書上』（1665年（寛文5年）頃）によれば、近世初頭の南新宮社は35間（約63.6メートル）の忌垣に囲まれ、8尺（約242センチメートル）の鳥居を擁する境内を持ち、本殿の前面に釣殿、拝殿を備えていたようである。『尾張名所図会』（1841年（天保12年））や『熱田本宮及摂末社之図』（慶応年間（1865年 - 1868年））からは、近世末期においてもその社容や配置にほとんど変化がないことが見てとれる。現在に残る社殿は本殿のみで、社容は切妻屋根平入の一間社流造（ながれづくり）、主柱の上にわたされた舟肘木（ふなひじき）、連三斗（つれみつど）の庇を持つほか、妻側では虹梁（こうりょう）の上に撥束（ばちつか）が置かれたものである。
熱田社では織豊時代から江戸時代初頭にかけて、尾張国にゆかりの深い武将らに再興や改修が摂社も含めてたびたび行われているが、南新宮社でも1598年7月22日（慶長3年6月19日）に豊臣秀吉を大施主とした造営の記録がある。その後の熱田社では、1686年（貞享3年）に江戸幕府による、1700年（元禄13年）に尾張藩による100を超す社殿や堂宇の大規模な造営・重建がなされているが、1893年（明治26年）の大造営では本宮をはじめとした社殿や摂末社の多くが神明造に改築され、なお旧態を残していた海上門や鎮皇門も1945年（昭和20年）の名古屋空襲によって灰燼に帰した結果、熱田神宮境内の社殿のうちで2018年（平成30年）現在に残る歴史的建造物は、この南新宮社本殿のみとなっている。丹塗（にぬり）・白壁の社容を持つのも熱田神宮の中では当社のみであり、近年では1992年（平成4年）に屋根の葺き替えおよび丹の塗り替えが行われている。

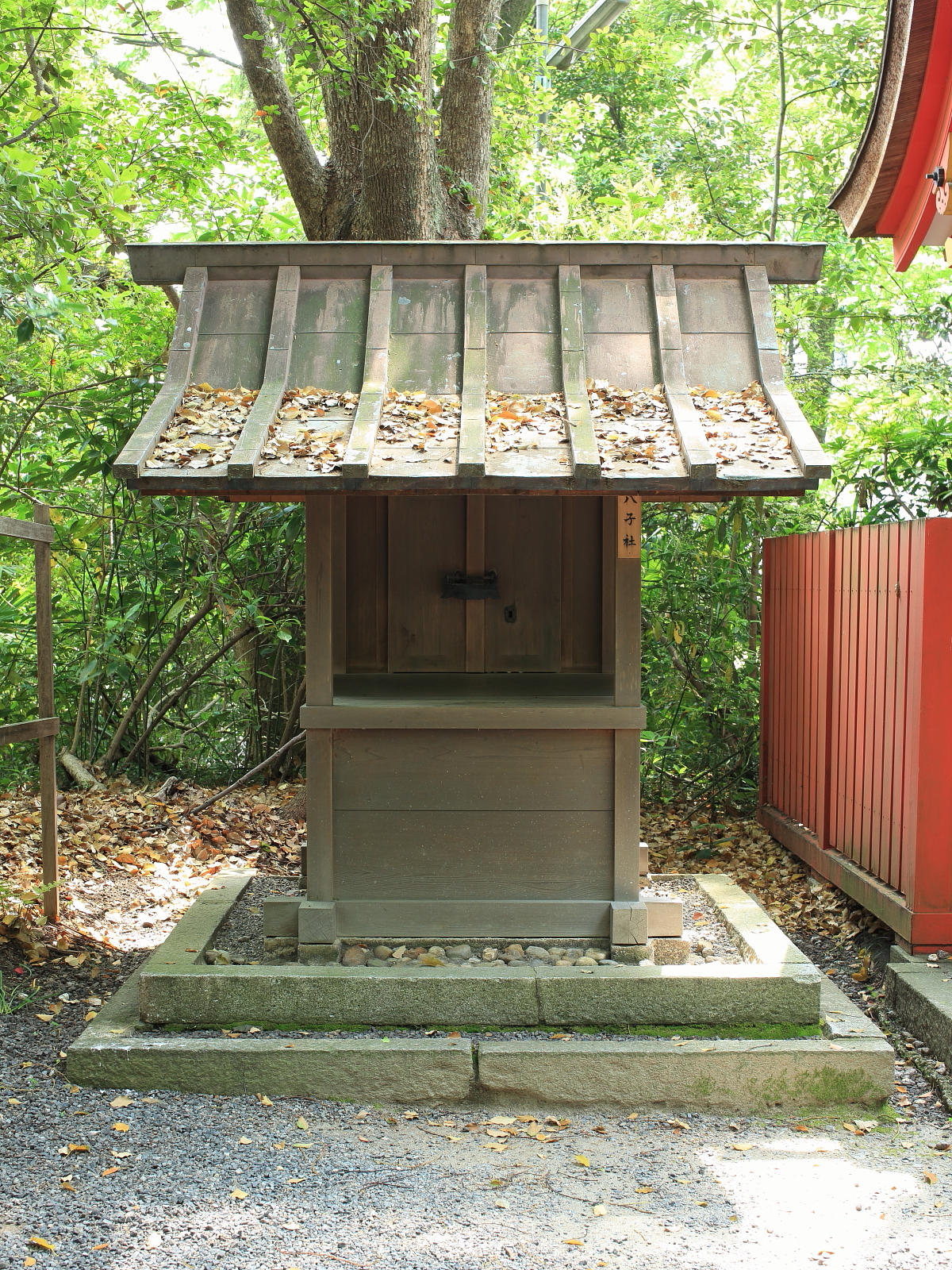
八子社（2014年（平成26年）4月）。
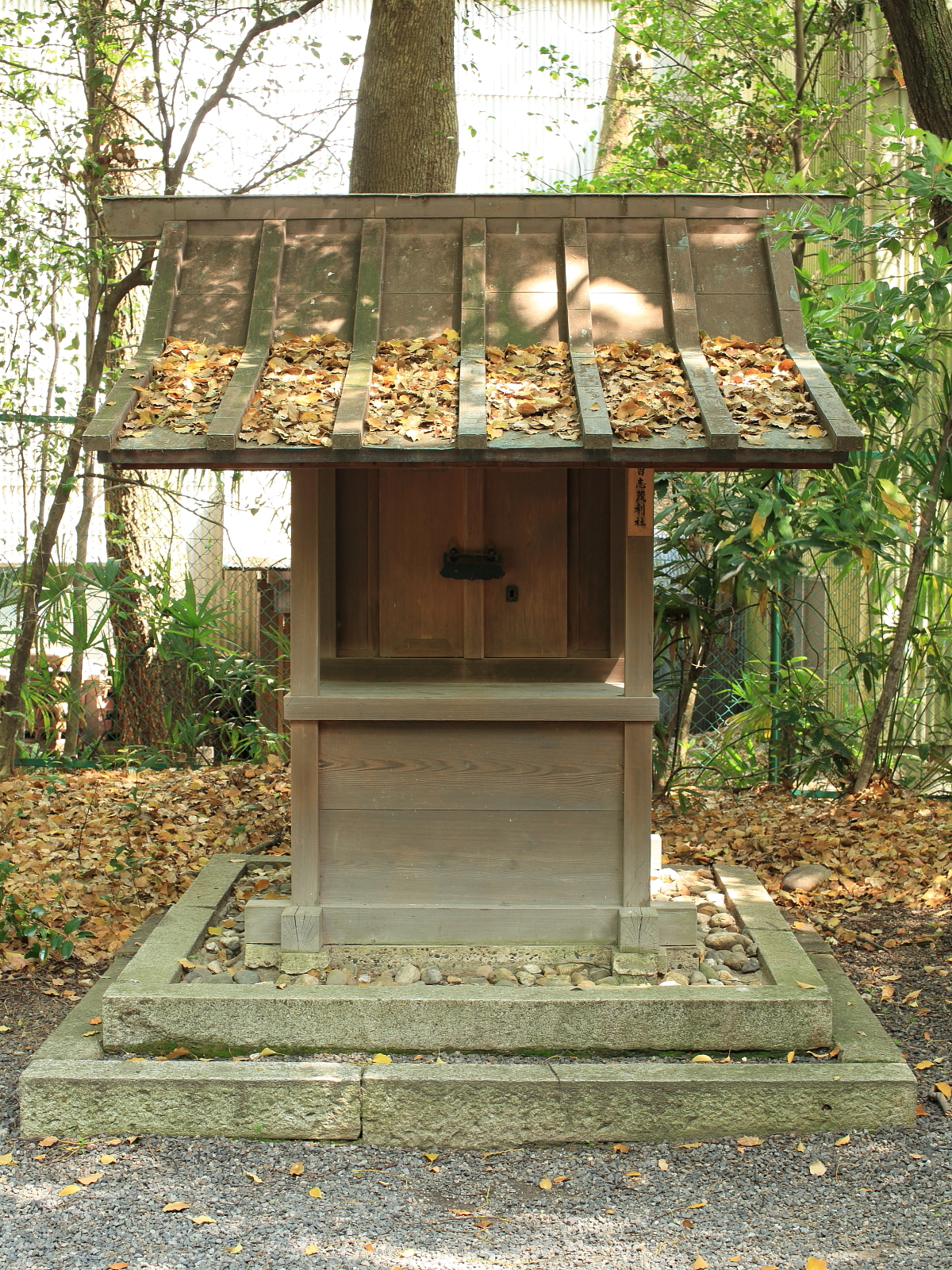
曽志茂利社（2014年（平成26年）4月）。
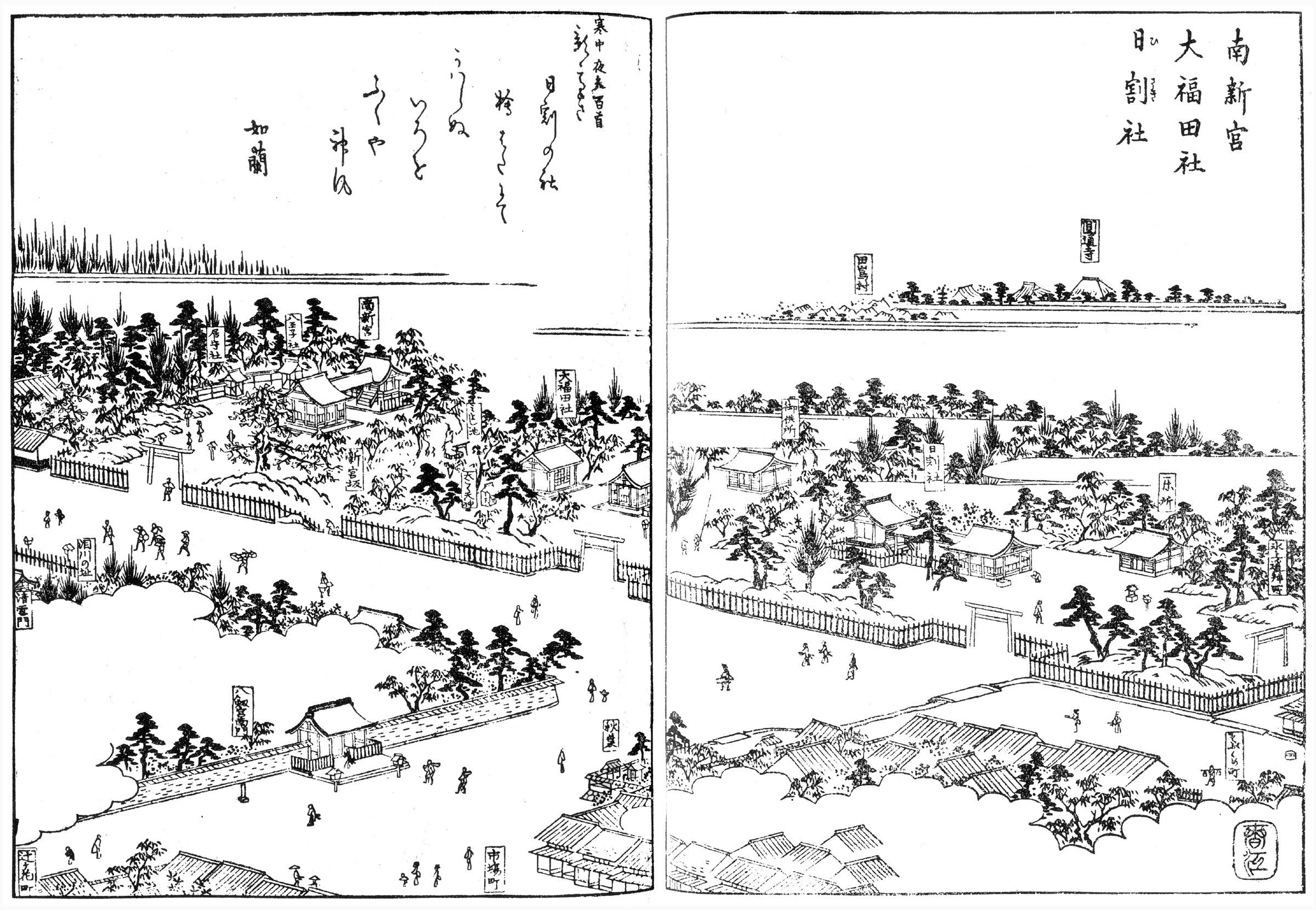
『尾張名所図会』のうち、「南新宮　大福田社　日割社」。
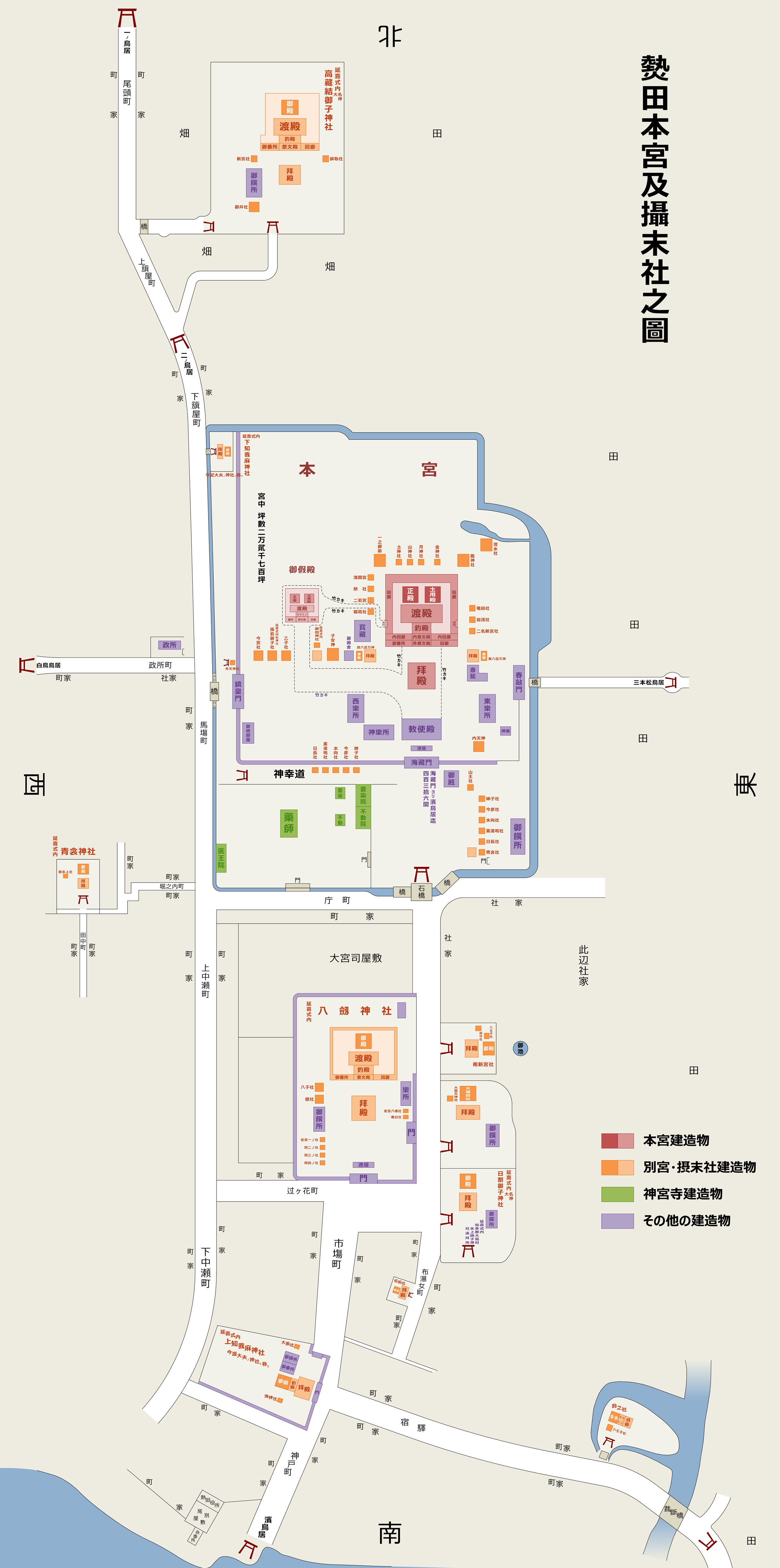
『熱田本宮及摂末社之図』の再現図。

### 八子社
熱田神宮の境内末社で、南新宮社の正面左手に西面してある小祠である。祭神として五男三女神を祀る。

かつては本宮・八剣宮・摂社高座結御子神社・南新宮社・摂社鈴之御前社にそれぞれの摂社として5社の八子社（八王子神社）が存在した。このうち、本宮と高座結御子神社にあった2摂社は、近世の半ばにすでに廃絶していたようである。八剣宮の摂社であった八子社は八剣宮と同時期に創建されたという古い由緒を持つ祭祠であったが（『熱田大神宮尊名祭神記』）、1893年（明治26年）に末社徹社に合祀されている。鈴之御前社の摂社としては古く富士社、白山社、八子社が知られたが、このうち白山社と富士社はそれぞれ白山、富士山の遙拝所として石礎のみが伝わっていたともいわれる一方、明治期にあっても末社がひとつ存在していたとあり、これが八子社であるとも考えられるが真偽のほどは判じがたい。いずれにしても、現在の八子社は南新宮社のかたわらに残る1祠のみとなっている。
|                                                      | 本宮 摂社             | 八剣宮 摂社    | 高座結御子神社 摂社 | 南新宮社 摂社 | 鈴之御前社 摂社  |
| ---------------------------------------------------- | --------------------- | -------------- | ------------------- | ------------- | ---------------- |
| 『熱田大神宮御鎮座次第神体本記』 （中世後期）        |                       | 八子ノ神社     |                     |               |                  |
| 『熱田本社末社神体尊命記』 （1677年（延宝5年））     | 八王子                | 八子宮         | 八王子              | 八王子        | 八王子           |
| 『熱田本社末社神体尊命記集説』 （1693年（元禄6年）） | 八王子ノ社            | 八子宮         | 八子宮              | 八王子        | 八王子           |
| 『熱田宮旧記』 （1699年（元禄12年））                | 八王子社              | 八王子社       |                     | 八王子        |                  |
| 『熱田神社問答雑録』 （1704年（宝永元年））          | 八王子ﾞ （今亡）      | 八子社         | 八王子社 （今亡）   | 八王子ノ祠    | 八王子ﾞ （荒蕪） |
| 『熱田末社尊名記』 （1756年（宝暦6年）？）           |                       | 八子宮         | 八王子              | 八王子社      | 八王子           |
| 『熱田神籬抄』 （18世紀後半か）                      |                       | 八子社         |                     | 八王子社      |                  |
| 『社伝』 （18世紀後半）                              | 八王子 （今宝殿無シ） | 八子神社       | 八王子 （今社無シ） | 八子          | 八王子           |
| 『熱田大神宮尊名祭神記』 （19世紀前半か）            | 八王子社              | 八子神社       | 八王子社            | 八子神社      |                  |
| 『尾張志』 （1844年（天保15年））                    | 八王子ノ社 （廃社）   | 八子ノ御前ノ社 | 八王子社 （廃社）   | 八王子ノ社    | 八王子社         |
| （現在）                                             | （廃絶）              | （徹社に合祀） | （廃絶）            | 八子社        | （廃絶）         |

### 曽志茂利社
熱田神宮の境内末社で、南新宮社の正面左手に南面してある小祠である。創建は後一条天皇在位年間（1008年（寛弘5年） - 1036年（長元9年））といわれ、祭神として居茂利大神（こもりのおおかみ、素盞嗚尊の別称）を祀る。
社名である「そしもり」の語意は不詳とされるが、一説には新羅にあった地名といわれ、『日本書紀』（巻第一神代上第七段一書4）には高天原から逐降された素盞嗚尊が新羅国の曾尸茂里（そしもり）に降臨したとする記述がある。雅楽の一曲として知られる「蘇志摩利」は、新羅にあった素盞嗚尊が笠と蓑を身にまといながら詠じた歌舞であったとも伝わる。
津島神社の境内摂社居森社の勧請ともいわれ、その由縁か当社も近世までは「居守社」、「居森社」と呼ばれ、牛頭天王を祀るとされていた。

## 祭事

### 南新宮社祭
古くは旧暦6月5日に、現在では新暦の同月同日に執行される、夏の疫病よけとして知られる特殊神事である。

前日4日のうちに、2尺5寸（約75.8センチメートル）の御芦（みよし）20本を縄で5箇所でくくりまとめたものを2束作って社殿内に納め、4尺8寸（約145.5センチメートル）の御芦18本を縄で3箇所でくくりまとめたものを2束作って社殿前の階段の左右に立てかけて奉飾し、4尺（約121.2センチメートル）の御芦18本を縄で3箇所でくくりまとめたものを12束作って社殿脇の臺（うてな）に立てかけて奉飾する。2束を社殿に納める際、昨年納めた古い束を取り出して交換する儀式を「御芦迎（みよしむかえ）」という。翌日は午後3時から祭典が禰宜らによって催され（「御芦祭（みよしまつり）」）、その終了後に一人の神職が当社に出向き、昨年の御芦と奉飾されていた御芦とを御池に流却して、すべての祭儀が終了する。

なお、祭儀に用いられる御芦は、かつては前日4日の午前9時に神職と白張が境外摂社青衾神社におもむき、氏子によって用意されていたものを授受することを例としていたが、2018年（平成30年）現在ではみられない。

### 熱田まつりと南新宮社
毎年6月5日に催され、熱田神宮の最重要な例祭であると共に名古屋地域で最も早い夏のイベントともなっている「熱田まつり」は、本来は南新宮社の祭礼から発展したものである。『張州府志』（1752年（宝暦2年））によると、南新宮社は祭礼として御葦祭や御霊会などを為すといい、前者が現在に続く南新宮社祭として残り、後者がやがて「天王祭」として発展し、かつては6月21日に執行されていた神宮の例祭が1949年（昭和24年）に南新宮社祭の日に合わせるようになり、現在の「熱田まつり」の形がつくられた。
古くは「天王祭」、「祇園祭」、「大山祭」と称し、現在でも熱田まつりの異名として「尚武（菖蒲）祭」という名で残る南新宮社の祭礼の起源は古く、1790年（寛政２年）の書写として残る『八ヶ村祭礼之覚』によれば、南新宮社の創建年代に近い寛弘年間（1004年 - 1011年）に蔓延した疫病に対し、近在の住民が幡鉾を供して疫神を祀ったところ鎮まったことに始まるという。文明年間（1469年 - 1489年）には熱田郷の佐橋兵部という人物が当社の祭式を定めており、このときに始まった大山車楽祭がその後400年あまり続くことになる。

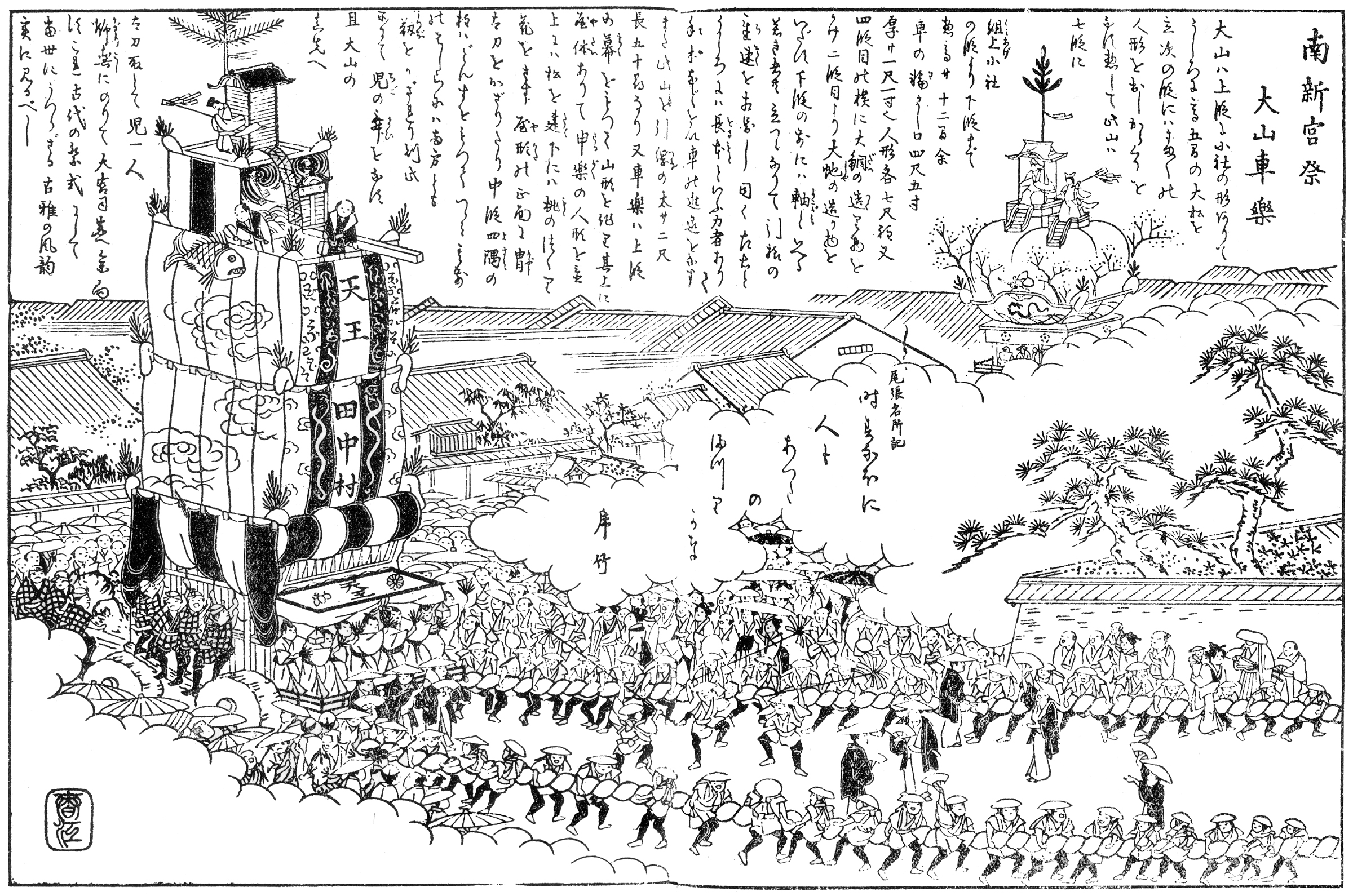
『尾張名所図会』に描かれた田中町大山。

天王祭に出される山車には大山（おおやま）と車楽（だんじり）があり、熱田8か村のうち、田中町（たなかまち）と大瀬子町（おおせこまち）が毎年交代で大山を、伝馬町（てんままち）、中瀬町（なかぜまち）、市場町（いちばまち）、神戸町（ごうどまち）、東脇村（ひがしわきむら）、須賀町（すがまち）が年番で車楽を出すことになっていた。このうち田中町の大山は高さ12間（約21.8メートル）の7段構造を成し、その上にさらに八事山で剪定された高さ5間（約9.1メートル）の大松が立てられた巨大なもので、頂上部ではからくり人形による芸能が披露された。車楽は2階造りの屋根上に屋形が乗っており、稚児舞が披露されたという。これらの山車は各町内から曳き出されて南新宮社へと向かい、神前で囃子を奉納した後、さらに北上して熱田社の下馬橋に至ったところで大山が解体されるという手順を踏んでいた。これは、1582年（天正10年）の祭礼の際、山車がこの場所まで来たときに本能寺の変の一報が届いたためにその場で大山が取り壊されたという故事が、そのまま習わしになったためという（なお、本能寺の変は天王祭の3日前、旧暦6月2日のできごとにあたる）。祝儀として、大宮司からは山車ごとに太刀が贈られ、祠官からは浄衣が与えられた。
『尾張名所図会』の「南新宮祭大山車樂」からは、巨大な大山の豪勢さとそれを曳きまわす勇壮さと熱気が伝わってくるようである。しかし、明治時代に至って道路に電線がわたると山車の曳行が不可能となり、1893年（明治26年）を最後に山車の曳行は取りやめとなってしまう。各町の山車はそれぞれの山車庫に収蔵されていたが、太平洋戦争による戦災で田中・伝馬・市場・神戸・東脇・須賀の山車庫が焼失、残った大瀬子町の大山は、戦後の山車庫解体に伴い、庫内の所蔵品と共に熱田神宮に奉納されている。
山車の曳行に代わるものとして、1906年（明治39年）からは尾張津島天王祭における宵祭にならった巻藁船（まきわらぶね）が熱田浜に浮かべられるようになり、1973年（昭和48年）まで続けられた。現在では、365個の提灯を熱田神宮東門・西門・南門に5基の巻藁（まきわら）として灯すという姿になっている。